# العلاقات الأرجنتينية التشيكية
العلاقات الأرجنتينية التشيكية هي العلاقات الثنائية التي تجمع بين الأرجنتين والتشيك.

## مقارنة بين البلدين
هذه مقارنة عامة ومرجعية للدولتين:
| وجه المقارنة                                              | الأرجنتين                                               | التشيك                                                                            |
| --------------------------------------------------------- | ------------------------------------------------------- | --------------------------------------------------------------------------------- |
| المساحة (كم2)                                             | 2.78 مليون                                              | 78.87 ألف                                                                         |
| عدد السكان (نسمة)                                         | 44.27 مليون                                             | 10.52 مليون                                                                       |
| الكثافة السكانية (ن./كم²)                                 | 15.92                                                   | 133.38                                                                            |
| العاصمة                                                   | بوينس آيرس                                              | براغ                                                                              |
| اللغة الرسمية                                             | اللغة الإسبانية                                         | اللغة التشيكية                                                                    |
| العملة                                                    | البيزو الأرجنتيني 1983 ‏، بيزو أرجنتيني، أسترال أرجنتيني | كرونة تشيكية، كرونة تشيكوسلوفاكية                                                 |
| الناتج المحلي الإجمالي (بليون دولار)                      | 637.59 مليار                                            | 215.73 مليار                                                                      |
| الناتج المحلي الإجمالي (تعادل القوة الشرائية) بليون دولار | 883.02 مليار                                            | 356.15 مليار                                                                      |
| الناتج المحلي الإجمالي الاسمي للفرد دولار أمريكي          | 13.43 ألف                                               | 17.55 ألف                                                                         |
| الناتج المحلي الإجمالي للفرد دولار أمريكي                 |                                                         | 31.19 ألف                                                                         |
| مؤشر التنمية البشرية                                      | 0.827                                                   | 0.878                                                                             |
| رمز المكالمات الدولي                                      | +54                                                     | +420                                                                              |
| رمز الإنترنت                                              | .ar                                                     | .cz                                                                               |
| المنطقة الزمنية                                           | 00                                                      | ت ع م+01:00، ت ع م+02:00، توقيت وسط أوروبا، توقيت وسط أوروبا الصيفي، أوروبا/براغ ‏ |

## مدن متوأمة
في ما يلي قائمة باتفاقيات التوأمة بين مدن أرجنتينية وتشيكية:
- ترتبط بوينس آيرس مع براغ باتفاقية توأمة منذ 19 مايو 1994.

## منظمات دولية مشتركة
يشترك البلدان في عضوية مجموعة من المنظمات الدولية، منها:
| علم المنظمة | اسم المنظمة                               | تاريخ انضمام الأرجنتين | تاريخ انضمام التشيك |
| ----------- | ----------------------------------------- | ---------------------- | ------------------- |
|             | منظمة الشرطة الجنائية الدولية             | ?                      | ?                   |
|             | الاتحاد البريدي العالمي                   | ?                      | ?                   |
|             | منظمة التجارة العالمية                    | ?                      | ?                   |
|             | الفريق المعني برصد الأرض                  | ?                      | ?                   |
|             | مجموعة الموردين النوويين                  | ?                      | ?                   |
|             | مؤسسة التنمية الدولية                     | 3 أغسطس 1962           | 1993                |
|             | مؤسسة التمويل الدولية                     | 13 أكتوبر 1959         | 1993                |
|             | منظمة حظر الأسلحة الكيميائية              | ?                      | ?                   |
|             | الأمم المتحدة                             | 24 أكتوبر 1945         | 19 يناير 1993       |
|             | الاتحاد الدولي للاتصالات                  | 1889                   | 1993                |
|             | البنك الدولي للإنشاء والتعمير             | 20 سبتمبر 1956         | 1993                |
|             | مجموعة أستراليا                           | 1993                   | 1994                |
|             | المركز الدولي لتسوية المنازعات الاستشارية | 18 نوفمبر 1994         | 22 أبريل 1993       |
|             | وكالة ضمان الاستثمار متعدد الأطراف        | 11 فبراير 1992         | 1993                |
|             | نظام تحكم تكنولوجيا القذائف               | 1993                   | 1998                |
|             | يونسكو                                    | 15 سبتمبر 1948         | 22 فبراير 1993      |

## أعلام
هذه قائمة لبعض الشخصيات التي تربطها علاقات بالبلدين:
- كارينا جيلينيك (22 مارس 1981[20] – )

## وصلات خارجية
- موقع وزارة الخارجية الأرجنتينية
- موقع وزارة الخارجية التشيكية